# Saison 6 de Hawaii 5-0
Chronologie
Saison 5 Saison 7
Cet article présente la sixième saison de la série télévisée américaine Hawaii 5-0.

## Synopsis
Lors de la sixième saison, le commandant Steve McGarrett, ancien Navy Seals de la Marine des États-Unis, doit affronter Gabriel Waincroft, le petit frère de Malia Waincroft, qui pense qu'elle est morte par la faute de Chin Ho Kelly. De plus, Abby Dunn, détective de police de San Francisco, va se joindre au 5-0.

## Distribution

### Acteurs principaux
- Alex O'Loughlin (VF : Alexis Victor) : Commandant Steve McGarrett
- Scott Caan (VF : Jérôme Pauwels) : Lieutenant Danny Williams (20 épisodes)
- Daniel Dae Kim (VF : Cédric Dumond) : Lieutenant Chin Ho Kelly
- Grace Park (VF : Marie-Ève Dufresne) : Officier Kono Kalakaua
- Masi Oka (VF : William Coryn) : Dr Max Bergman (18 épisodes)
- Chi McBride : Capitaine Lou Grover
- Jorge Garcia : Jerry Ortega (19 épisodes)

### Acteurs récurrents
- Taylor Wily : Kamekona (15 épisodes)
- Ian Anthony Dale : Adam Noshimuri (8 épisodes)
- Dennis Chun : Sergent Duke Lukela (11 épisodes)
- Christopher Sean : Gabriel Waincroft (5 épisodes)
- Shawn Mokuahi Garnett : Flippa (5 épisodes)
- Andrew Lawrence (VF : Alexis Tomassian) : Eric Russo (6 épisodes)
- Julie Benz : Inspector Abby Dunn[1] (10 épisodes)

### Invités
- Jason Mewes : Eddie Brooks (épisode 3)
- Jerry Rice : lui-même[2] (épisode 4)
- Spencer Locke : Aubrey Harper (épisode 5)
- Victoria Pratt : Jane Harper (épisode 5)
- Kristoffer Polaha : Hank Weber (épisode 8)
- James Duval : Kaili Huikala (épisode 9)
- Martin Starr : Adam « Toast » Charles[3]
- Marshall Allman : Jeremy (épisode 13)
- Melanie Griffith : Clara Williams (épisode 15)
- Willie Garson : Gerard Hirsh (épisode 15)
- Michael Imperioli : Odell Martin (épisode 16)
- Will Yun Lee : Sang Min (épisode 16)
- Ziggy Marley : Bones (épisode 16)
- Olga Fonda : Anna Novik[4] (épisode 17)
- Michael McMillian : Chris Dalton (épisode 17)
- Mark Valley : Frank Zagar (épisode 19)

## Production
Le tournage a repris le 8 juillet 2015.

## Liste des épisodes

### Épisode 1:Mai ho'oni i ka wai lana mâlie
- États-Unis /  Canada : 25 septembre 2015 sur CBS / Global
- France : 12 mars 2016 sur M6[6]
- Suisse : 6 mars 2016 sur RTS Un

- États-Unis : 8,3 millions de téléspectateurs[7] (première diffusion)
- Canada : 1,894 million de téléspectateurs[8] (première diffusion + différé 7 jours)
- France : 2,35 millions de téléspectateurs[9](première diffusion)

- Taylor Wily (Kamekona)
- Michelle Borth (Catherine Rollins)
- Ian Anthony Dale (Adam Noshimuri)
- Dennis Chun (Sergent Duke Lukela)
- Teilor Grubbs (Grace Williams)
- Christopher Sean (Gabriel Waincroft)
- Shawn Mokuahi Garnett (Flippa)
- Tia Carrere (Makana Kalakaua)
- Vedette Lim (Dr. Isabelle Lono)
- Ocean Kaowili (King Kalakaua)
- Cokey Falkow (Captain)
- Michael de Ycaza (Byron Washburn)
- Lara Palafox (Female Guest)
- Kyle Izumi (Damon)
- Josiah Oliveros (Boy)
- Jay Hector (Simon Moore)
- Lokelani Oliveros (Mom)
- Samantha Lockwood (Cindy Patterson)
- Charissa Duff (Bank Manager)
- Myhraliza Aala (Museum Tour Guide)

### Épisode 2:Lehu a Lehu
- États-Unis /  Canada : 2 octobre 2015 sur CBS / Global
- France : 12 mars 2016 sur M6
- Suisse : 6 mars 2016 sur RTS Un

- États-Unis : 9,24 millions de téléspectateurs[10] (première diffusion)
- Canada : 1,835 million de téléspectateurs[11] (première diffusion + différé 7 jours)
- France : 2,22 millions de téléspectateurs[9](première diffusion)

- Michelle Borth (Catherine Rollins)
- Ian Anthony Dale (Adam Noshimuri)
- Dennis Chun (Sergent Duke Lukela)
- Randy Couture (Jason Duclair)
- Andy McDermott (Sgt. John Fehn)
- Stephanie Lum (Herself)
- Keahi Tucker (Himself)
- Rob Welsh (Andre Trout)
- Robert Mulligan (Bomb Squad Lieutenant)
- Jayson Kalani (Brian Burgess)
- Brickwood Galuteria (Warden Robert Grier)
- John Charles Meyer (Tim Richards)
- Jeff Llacuna (Bomb Squad Officer #1)
- Jason Lee Hoy (Bomb Squad Officer #3)

### Épisode 3:Ua 'o'oloku ke anu i na mauna
- États-Unis /  Canada : 9 octobre 2015 sur CBS / Global
- France : 19 mars 2016 sur M6
- Suisse : 13 mars 2016 sur RTS Un

- États-Unis : 8,97 millions de téléspectateurs[12] (première diffusion)
- Canada : 1,677 million de téléspectateurs[13] (première diffusion + différé 7 jours)
- France : 2,16 millions de téléspectateurs[14](première diffusion)

- Taylor Wily (Kamekona)
- Michelle Borth (Catherine Rollins)
- Andrew Lawrence (Eric Russo)
- Kekoa Kekumano (Nahele Huikala)
- Youngaisa Wily (Ani)
- Delaina Mitchell (Kara Lahinea)
- Jason Mewes (Eddie Brooks)
- Eric Jabarri Combs (Miko Mosley)
- Sloane Ketcham (Lani Hoku)
- Michael Maize (Aaron James)
- Hunter Reich (Keahu Hoku)
- John-Brandon Pang (Boat Owner)

Deux Yakuzas sont retrouvés morts dans une voiture devant chez Kono et Adam. Ces meurtres ont un rapport avec Gabriel. Pendant ce temps, Le 5-0 est sur le cas de Ben Lahinea, un artiste qui fait des sculptures avec des objets trouvés sur les barrières de corail. Il est mort accidentellement avec un pistolet trouvé dans l'océan qui a servi pour un meurtre six semaines plus tôt. 

### Épisode 4:Ka Papahana Holo Pono
- États-Unis /  Canada : 16 octobre 2015 sur CBS / Global
- France : 19 mars 2016 sur M6
- Suisse : 13 mars 2016 sur RTS Un

- États-Unis : 9,08 millions de téléspectateurs[15] (première diffusion)
- Canada : 1,645 million de téléspectateurs[16] (première diffusion + différé 7 jours)
- France : 2,11 millions de téléspectateurs[17](première diffusion)

- Taylor Wily (Kamekona)
- Ian Anthony Dale (Adam Noshimuri)
- Dennis Chun (Sgt. Duke Lukela)
- Willie Garson (Gerard Hirsch)
- Brooks Whelan (Owen)
- Kirby Bliss Blanton (Kaia)
- Steve Bastoni (Tom Bishop)
- Michael Maize (Aaron James)
- Julia Marie Buis (Susan Barnes)
- Kenneth Meseroll (Douglas Bates)
- David Turner (Mikey Barnes)
- Jerry Rice (Himself)
- Mileka Lincoln (Herself)
- Brandon Holokai (Yakuza #1)
- Mike Cho (HPD Officer)
- Emma Wo (Hostess)
- Lauren Murata (Laura Ioane)
- John Janocko (Lead Russian)

### Épisode 5:Ka 'alapahi nui
- États-Unis /  Canada : 23 octobre 2015 sur CBS / Global
- France : 26 mars 2016 sur M6
- Suisse : 20 mars 2016 sur RTS Un

- États-Unis : 8,6 millions de téléspectateurs[18] (première diffusion)
- Canada : 1,666 million de téléspectateurs[19] (première diffusion + différé 7 jours)
- France : 2,68 millions de téléspectateurs[20](première diffusion)

- Taylor Wily (Kamekona)
- Dennis Chun (Sgt. Duke Lukela)
- Shawn Mokuahi Garnett (Flippa)
- Spencer Locke (Aubrey Harper)
- Joseph Palmore (Kevin Harper / John Messer)
- Christopher Naoki Lee (Ahe Makino)
- Keo Woolford (Det. James Chung)
- John Choi (Defense Attorney)
- Justin Paul (Iceman)
- Anna Klein (Lisa Messer)
- Robbie Knievel (Mike)
- Darcie Mayo (Paralegal)
- Reb Beau Allen (Paramedic)
- Victoria Pratt (Jane Harper)
- Siaosi (Ira Laulu)

### Épisode 6:Na Pilikua Nui
- États-Unis /  Canada : 30 octobre 2015 sur CBS / Global
- France : 26 mars 2016 sur M6
- Suisse : 20 mars 2016 sur RTS Un

- États-Unis : 8,35 millions de téléspectateurs[21] (première diffusion)
- Canada : 1,616 million de téléspectateurs[22] (première diffusion + différé 7 jours)
- France : 2,48 millions de téléspectateurs[23](première diffusion)

- Taylor Wily (Kamekona)
- Dennis Chun (Sgt. Duke Lukela)
- Andrew Lawrence (Eric Russo)
- Teilor Grubbs (Grace Williams)
- Zach Sulzbach (Charlie Edwards)
- Mike Miller (Makoa)
- Michael Graziadei (Mark Shepperd)
- Brianne Howey (Lia)
- Jordan Matayoshi (Iolana)
- Cy Mirasol (Tua)
- Laumatalelei Pelesasa (Semo)
- Sofara Kaio (Loto)
- Christian Park (Gladiator)
- Sarah Hatfield (Receptionist)
- Daniel Casler (Driver)
- George Russell (Vet)

### Épisode 7:Na Kama Hele
- États-Unis /  Canada : 6 novembre 2015 sur CBS / Global
- France : 2 avril 2016 sur M6
- Suisse : 27 mars 2016 sur RTS Un

- États-Unis : 8,85 millions de téléspectateurs[24] (première diffusion)
- Canada : 1,775 million de téléspectateurs[25] (première diffusion + différé 7 jours)
- France : 2,31 millions de téléspectateurs[26](première diffusion)

- Sarah Carter (Lynn Downey)
- James C. Burns (Dennis Logan)
- Danielle Rayne (Vickie Kelly)
- Jake Nutty (Jesse Frontera)
- Gregory Albrecht (Oliver Zelenko)
- Gibi del Barrio (Kai Frontera)
- Sewell Whitney (Marshal)
- Manuel Eduardo Ramirez (Armando Diaz)
- Johnny Rey Diaz (Sean Roberts)

### Épisode 8:Piko Pau 'iole
- États-Unis /  Canada : 13 novembre 2015 sur CBS / Global
- France : 2 avril 2016 sur M6
- Suisse : 27 mars 2016 sur RTS Un

- États-Unis : 8,47 millions de téléspectateurs[27] (première diffusion)
- Canada : 1,596 million de téléspectateurs[28] (première diffusion + différé 7 jours)
- France : 2,25 millions de téléspectateurs[29](première diffusion)

- Ian Anthony Dale (Adam Noshimuri)
- Dennis Chun (Duke Lukela)
- Christopher Sean (Gabriel Waincroft)
- Shawn Thomsen (Officer Pua Kai)
- Steve Bastoni (Tom Bishop)
- Akira Hirayama (Goro Shioma)
- Julie Benz (Inspecteur Abby Dunn)
- Natalie Daniels (Katie Dawson / April Carter)
- Kristoffer Polaha (Hank Weber / Albert "Al" Keating / Marshall Carter)
- Thomas H. Chang (HPD Officer Tseng)

### Épisode 9:Hana Keaka
- États-Unis /  Canada : 20 novembre 2015 sur CBS / Global
- France : 9 avril 2016 sur M6
- Suisse : 3 avril 2016 sur RTS Un

- États-Unis : 9,1 millions de téléspectateurs[30] (première diffusion)
- Canada : 1,675 million de téléspectateurs[31] (première diffusion + différé 7 jours)
- France : 2,36 millions de téléspectateurs[32](première diffusion)

- Taylor Wily (Kamekona)
- Andrew Lawrence (Eric Russo)
- Kekoa Kekumano (Nahele Huikala)
- Julie Benz (Inspector Abby Dunn)
- Micah J.K. Ramos (Brandon Aquino)
- Chelsea Ricketts (Casey Lehrer)
- James Duval (Kaili Huikala)
- Dominic Hoffman (Dean Andrew Letoa)
- Anela Iokia (Tiffany Barber)
- Samuel Larsen (Alfie Tucker)
- Jason Quinn (Coach Diggs)
- Tracy Brooks Swope (Ranch Hand)
- Sam Bui (Student)
- Jenna Bleu Forti (Hot Girl)
- Shayne Hartigan (College Kid)
- Aikue Kalima (Drug Dealer)
- Christopher Wong (Manager)
- Joy Minaai (Judge Karen Hidoko)

### Épisode 10:Ka Makau Kaa Kaua
- États-Unis /  Canada : 11 décembre 2015 sur CBS / Global
- France : 16 avril 2016 sur M6
- Suisse : 3 avril 2016 sur RTS Un

- États-Unis : 8,13 millions de téléspectateurs[33] (première diffusion)
- Canada : 1,575 million de téléspectateurs[34] (première diffusion + différé 7 jours)

- Taylor Wily (Kamekona)
- Ian Anthony Dale (Adam Noshimuri)
- Christopher Sean (Gabriel Waincroft)
- Julie Benz (Inspector Abby Dunn)
- Lewis Tan (Luke Nakano)
- Harold House Moore (Devon Haynes)
- Akira Hirayama (Goro Shioma)
- Kelemete Misipeka (Juru Katsu)
- Joseph Kim (Ben Nakano)
- James McGirt (lui-même)
- Larry Manetti (Nicky « The Kid » DeMarco)
- Shawn Mokuahi Garnett (Flippa)
- Candace Smith (Keiko Hekekia)
- Julianne Chu (Beautiful Woman)
- Chris Tanaka (lui-même)
- Abe Rodriguez (Referee)

### Épisode 11:Kuleana
- États-Unis /  Canada : 8 janvier 2016 sur CBS / Global
- France : 16 avril 2016 sur M6
- Suisse : 10 avril 2016 sur RTS Un

- États-Unis : 9,41 millions de téléspectateurs[35] (première diffusion)
- Canada : 1,681 million de téléspectateurs[36] (première diffusion + différé 7 jours)

- Taylor Wily (Kamekona)
- Jovan Armand (Young Kamekona)
- Richard Cole Drake (Young Flippa)
- Sisa Grey (Maya Tupuola)
- Sam Puefua (Kanoa Tupuola)
- Maurice Compte (Levi Sosa)
- Tizoc Fleishour (Young Levi)
- Ian Anthony Dale (Adam Noshimuri)
- Christopher Sean (Gabriel Waincroft)
- Sara Kova (Alissa Moss)
- Henry Lee (Antone « Remy » Remiel)
- Kinna McInroe (Loraine)
- Kutmaster Spaz (Zeke)
- Paul Collins Johnson (Brad)
- Tia Swarbrick (Keren)

### Épisode 12:Ua Ola Loko I Ke Aloha
- États-Unis /  Canada : 15 janvier 2016 sur CBS / Global
- France : 23 avril 2016 sur M6
- Suisse : 10 avril 2016 sur RTS Un

- États-Unis : 9,48 millions de téléspectateurs[37] (première diffusion)
- Canada : 1,759 million de téléspectateurs[38] (première diffusion + différé 7 jours)

- Andrew Lawrence (Eric Russo)
- Julie Benz (Inspector Abby Dunn)
- Carol Burnett (Deb McGarrett)
- Taryn Manning (Mary McGarrett)
- Thiessen Wright (Liani Nakuluena)
- Larry Manetti (Nicky « The Kid » DeMarco)
- Albert Ueligitione (Keno Nakuluena)
- Michael Ng (Kyle Tamuro)
- Toshiji Takeshima (Jiro Takaki)
- J.J. Niebuhr (Waiter)
- Lynne Ellen Hollinger (Librarian)
- Jeff Llacuna (Officer Jimmy Waipa)
- Kala Alexander (Kawika)

### Épisode 13:Umia Ka Hanu
- États-Unis /  Canada : 22 janvier 2016 sur CBS / Global
- France : 23 avril 2016 sur M6
- Suisse : 17 avril 2016 sur RTS Un

- États-Unis : 10,07 millions de téléspectateurs[39] (première diffusion)
- Canada : 1,68 million de téléspectateurs[40] (première diffusion + différé 7 jours)

- Mykelti Williamson (Clay Maxwell)
- Jonell Kennedy (Leann Stockwell)
- Marshall Allman (Jeremy)
- James Harvey (Luke)

### Épisode 14:Hoa 'inea
- États-Unis /  Canada : 12 février 2016 sur CBS / Global
- France : 30 avril 2016 sur M6
- Suisse : 17 avril 2016 sur RTS Un

- États-Unis : 8,88 millions de téléspectateurs[41] (première diffusion)
- Canada : 1,715 million de téléspectateurs[42] (première diffusion + différé 7 jours)

- Taylor Wily (Kamekona)
- Dennis Chun (Sgt. Duke Lukela)
- Lili Simmons (Melissa Armstrong)
- Julie Benz (Inspector Anny Dunn)
- Erica Shaffer (Tessa Foxton)
- James Koons (Michael Foxton)
- Kamri Lin (Natalie Jacobs)
- Masaharu Morimoto (Himself)
- Victoria Current (Meredith)
- Michelle Hurd (Renee Grover)
- Peter Togawa (Dr Alex Baal)
- Fransesca Baer (Manageress)
- Doris Carey (Receptionist)
- Sarah Carter (Lynn Downey)

### Épisode 15:Ke Koa Lokomaika'i
- États-Unis /  Canada : 19 février 2016 sur CBS / Global
- France : 30 avril 2016 sur M6
- Suisse : 24 avril 2016 sur RTS Un

- États-Unis : 8,86 millions de téléspectateurs[43] (première diffusion)
- Canada : 1,65 million de téléspectateurs[44] (première diffusion + différé 7 jours)

- Melanie Griffith (Clara Williams)
- Christopher Sean (Gabriel Waincroft)
- Willie Garson (Gerard Hirsch)
- Joe Egender (Neil Palea)
- Jordan Seguno (Stuart)
- Julie Benz (Inspector Abby Dunn)
- Elissa Dulce (Janet LaRue)
- Malia Bautista (Hannah Walker)
- Antonio Leon (Howard Fuller)
- Monica Barbaro (Ella Koha)
- Chase Kim (FBI Special Agent Jason Kang)
- Ingo Rademacher (Robert Coughlin)

### Épisode 16:Ka Pohaku Kihi Pa'a
- États-Unis /  Canada : 26 février 2016 sur CBS / Global
- Suisse : 24 avril 2016 sur RTS Un
- France : 7 mai 2016 sur M6

- États-Unis : 8,297 millions de téléspectateurs[45] (première diffusion)
- Canada : 1,568 million de téléspectateurs[46] (première diffusion + différé 7 jours)

- Taylor Wily (Kamekona)
- Dennis Chun (Sgt. Duke Lukela)
- Michael Imperioli (Odell Martin)
- Shawn Mokuahi Garnett (Flippa)
- Will Yun Lee (Sang Min)
- Ziggy Marley (Bones)
- Eric Nemoto (Prosecuting Attorney James Chen)
- Geoff Heise (Judge Gregory Parnell)
- Tessie Magaoay (Foreman)
- Blake Gibbons (Rory)
- Jocelyn Tecson (Andrea Sarte)

### Épisode 17:WaiWai
- États-Unis /  Canada : 11 mars 2016 sur CBS / Global
- Suisse : 8 mai 2016 sur RTS Un
- France : 14 mai 2016 sur M6

- États-Unis : 7,97 millions de téléspectateurs[47] (première diffusion)
- Canada : 1,43 million de téléspectateurs[48] (première diffusion + différé 7 jours)

- Dennis Chun (Sgt. Duke Lukela)
- Julie Benz (Inspector Abby Dunn)
- Ingo Rademacher (Robert Coughlin)
- Olga Fonda (Anna Novick)
- Jimmy Borges (David Yang)
- Derek Webster (Elliot Brenner)
- Michael McMillian (Chris Dalton)
- Regan Downie (Paramedic Andre Weller)
- Danielle Zalopany (Surgical Assistant)

### Épisode 18:Kanaka Hahai
- États-Unis /  Canada : 1er avril 2016 sur CBS / Global
- Suisse : 8 mai 2016 sur RTS Un
- France : 21 mai 2016 sur M6

- États-Unis : 8,45 millions de téléspectateurs[49] (première diffusion)
- Canada : 1,701 million de téléspectateurs[50] (première diffusion + différé 7 jours)

- Taylor Wily (Kamekona)
- Teilor Grubbs (Grace Williams)
- Julie Benz (Inspector Abby Dunn)
- Zach Sulzbach (Charlie Edwards)
- JB Tadena (Edward Torres)
- Al Harrington (Mamo Kahike)
- Charlene Kalae Campbell (Old Lady)
- Javier Santiago (Lucas)
- Mark Medeiros (Fuamete)
- Victoria Current (Meredith)
- Jessika Lawrence (Mom)
- Patrick Robert Smith (Rand)
- Cooper Andrews (Vance Pekelo)
- Hahn Cho (Decha)
- Michael Masaki Miyashiro (Pika)
- May Hoshida (Tala)
- Joe McGinn (Deckhand)

### Épisode 19:Malama Ka Po'e
- États-Unis /  Canada : 8 avril 2016 sur CBS / Global
- Suisse : 15 mai 2016 sur RTS Un
- France : 21 mai 2016 sur M6

- États-Unis : 8,63 millions de téléspectateurs[51] (première diffusion)
- Canada : 1,708 million de téléspectateurs[52] (première diffusion + différé 7 jours)

- Dennis Chun (Sgt. Duke Lukela)
- Michelle Hurd (Renee Grover)
- Paige Hurd (Samantha Grover)
- Mark Valley (Special Agent Frank Zagar)
- Terry Cablinga (Ona)
- Michael Cowell (SAC James Holland)
- Jason Carbone (Paul Kheel)
- Shaun Dunnigan (David Strauss)
- Kasper Nelson (Aaron Barnes)
- Shane Miyashiro (HPD Officer)
- Zachary Stankovits (Pilot)
- Chosen Jacobs (Will Grover)

Retrouvailles entre Mark Valley et Chi McBride, tous deux jouaient les rôles principaux de la série Human Target : La Cible.
L'hélicoptère que utilise Steve McGarrett (Alex O'Loughlin) et Kono Kalakaua (Grace Park) est un Hughes MD 500, qui est le même modèle, couleur comprise que dans la serie Magnum des années 1980.

### Épisode 20:Ka Haunaele
- États-Unis /  Canada : 15 avril 2016 sur CBS / Global
- Suisse : 22 mai 2016 sur RTS Un
- France : 28 mai 2016 sur M6

- États-Unis : 8,342 millions de téléspectateurs[53] (première diffusion)
- Canada : 1,709 million de téléspectateurs[54] (première diffusion + différé 7 jours)

- Taylor Wily (Kamekona)
- Dennis Chun (Sgt. Duke Lukela)
- Andrew Lawrence (Eric Russo)
- Zuleyka Silver (Isabel Ortega)
- Ted King (Clark Brighton)
- Nicholas Barnum (High Foster)
- Emmanuel DeJesus (HPD Officer David Atowa)
- Leslie C. Maharaj (Kelly Akela)
- Spam Laupola (Solomon Tuasopo)
- Michael Bennett (lui-même)
- Martellus Bennett (lui-même)
- Hanale Ka’anapu (Taxi Driver)
- Eddie Anderson (SWAT Commander K. Hidoko)

Un éléphant disparaît d'un cirque et se balade librement sur l'île. 
Lors de leur enquête sur un cambriolage suivi d'un meurtre, le 5-0 découvre qu'une combinaison d'Iron man à 80 millions de dollars a disparu.

### Épisode 21:Ka Pono Ku'oko'a
- États-Unis /  Canada : 22 avril 2016 sur CBS / Global
- Suisse : 29 mai 2016 sur RTS Un
- France : 4 juin 2016 sur M6

- États-Unis : 8,01 millions de téléspectateurs[55] (première diffusion)
- Canada : 1,731 million de téléspectateurs[56] (première diffusion + différé 7 jours)

- Taylor Wily (Kamekona)
- Ian Anthony Dale (Adam Noshimuri)
- Dennis Chun (Sgt. Duke Lukela)
- Kekoa Kekumano (Nahele Huikala)
- Randy Couture (Jason Duclair)
- Michael Jay Green (Gerard Burns)
- Matt Nelms (James Hamasaki)
- Justin Welborn (Bobby Stockman)
- Ari Green (Efrin Aquino)
- Richard Brake (Henry Garavito)
- Stephen Scibetta (FBI Special Agent Ed Scanlon)
- Michelle Krusiec (Michelle Shioma)
- Keane Ishii (HPD Officer Yoshito Shen)
- Spam Laupola (Solomon Tuasopo)

### Épisode 22:I 'ika Ka Ao
- États-Unis /  Canada : 29 avril 2016 sur CBS / Global
- Suisse : 5 juin 2016 sur RTS Un
- France : 18 juin 2016 sur M6

- États-Unis : 8,41 millions de téléspectateurs[57] (première diffusion)
- Canada : 1,653 million de téléspectateurs[58] (première diffusion + différé 7 jours)

- Taylor Wily (Kamekona)
- Shawn Mokuahi Garnett (Flippa/Shawn Tupuola)
- Martin Starr (Adam “Toast” Charles)
- Cassi Thomson (Addison Wells)
- Allexandra Manalac (Eva)
- Jeremy Gilbert (Joel Hiller)
- Wendy Calio (Susan Hiller)
- Scott Michael Campbell (Jacob Holm)
- Ciara Hanna (Mia)
- Scott Paul Robertson (Howard Mintz)
- Barrett Shuler (Null Legend/Patrick)
- Timothy Antoine Callais (Jason Puttnam)
- Lynn Kawano (Herself)
- Michael Alexander Sullivan (Husband)

Une baby-sitter est enlevée, et le bébé qu'elle surveillait est laissé sur place. L'équipe du 5-0 doit découvrir les motifs du kidnapping avant de pouvoir la retrouver.

### Épisode 23:Pilina Koko
- États-Unis /  Canada : 6 mai 2016 sur CBS / Global
- Suisse : 12 juin 2016 sur RTS Un
- France : 18 juin 2016 sur M6

- États-Unis : 8,56 millions de téléspectateurs[59] (première diffusion)
- Canada : 1,571 million de téléspectateurs[60] (première diffusion + différé 7 jours)

- Dennis Chun (Sgt. Duke Lukela)
- Julie Benz (Inspector Abby Dunn)
- Andrew Lawrence (Eric Russo)
- Willie Garson (Gerard Hirsch)
- Michelle Krusiec (Michelle Shioma)
- Elliott Gould (Leo Hirsch)
- Michael Guarnera (Doug Morrow)
- Mitchell L. Johnson (Jimmy Brigante)
- Londyn Silzer (Sara Diaz)
- Matt Pablo (Paramedic #1)
- Andrew Sato (Kidnapper #4)

Le meurtre d'une certaine Vanessa Diaz dans sa maison et l'agression de Hirsch au même endroit dirige l'équipe vers Michelle Shioma et Gabriel Waincroft.

### Épisode 24:Pa'a ka 'ipuka i ka 'upena nananana
- États-Unis /  Canada : 13 mai 2016 sur CBS[61] / Global
- Suisse : 19 juin 2016 sur RTS Un
- France : 25 mars 2017 sur M6

- États-Unis : 8,49 millions de téléspectateurs[62] (première diffusion)
- Canada : 1,715 million de téléspectateurs[63] (première diffusion + différé 7 jours)

- Christopher Sean (Gabriel Waincroft)
- Dennis Chun (Sgt. Duke Lukela)
- Michelle Krusiec (Michelle Shioma)
- Julie Benz (Inspector Abby Dunn)
- Cung Le (Phillipe Te’o)
- Ingo Rademacher (Robert Coughlin)
- Lanai Tabura (Jesse)
- Sharon M. Bell (HPD Officer Natalie Ochoa)
- Rory Hart (Med Tech Nohea Eona)
- T.C. Smith (Man)
- Katrina Muldoon (Woman)
- Robert Law (Foot Soldier #1)
- Don Pomes (Neighbor)

### Épisode 25:O Ke Ali'i Wale No Ka' U Make Make
- États-Unis /  Canada : 13 mai 2016 sur CBS[61] / Global
- Suisse : 26 juin 2016 sur RTS Un
- France : 25 mars 2017 sur M6

- États-Unis : 8,82 millions de téléspectateurs[62] (première diffusion)
- Canada : 1,506 million de téléspectateurs[63] (première diffusion + différé 7 jours)

- Taylor Wily (Kamekona)
- Dennis Chun (Sgt. Duke Lukela)
- Teilor Grubbs (Grace Williams)
- Shawn Mokuahi Garnett (Flippa)
- Shawn Thomsen (Officer Pua Kai)
- Kekoa Kekumano (Nahele Huikala)
- David Paluck (Nathaniel Francis)
- Sung Kang (Dae Won)
- Adam William Zastrow (Liko)
- Ronald Stirrup (CIA Op #1)
- Neil R. McCown (CIA Op #2)
- George Kee Cheung (Old Man)
- Ma’a Tanuvasa (Deputy Marcus Kalawaiia)
- Josh Fingerhut (Michael)
- Peter Roberts (Dr. Issac Cornett)
- Jyothi Gunta (Nurse)
- Zach Sulzbach (Charlie Edwards)
- Yancy Medieros (Helicopter Door Gunner)
- Duane Chapman (Dog The Bounty Hunter)

Steve et Danny se font tirer dessus alors qu'ils sont infiltrés comme pilotes pour essayer de démanteler le réseau de trafiquants dont la drogue tue tout le monde depuis quelques semaines.

## Cotes d'écoute au Canada anglophone

### Portrait global
- La moyenne de cette saison est d’environ 1,67 million de téléspectateurs[Note 1].

### Données détaillées
| Numéro épisode | Titre original                    | Titre anglophone                            | Diffuseur | Date de diffusion originale (2015-2016) | Heure         | Cotes d'écoute (en téléspectateurs) | Classement soirée | Classement semaine |
| -------------- | --------------------------------- | ------------------------------------------- | --------- | --------------------------------------- | ------------- | ----------------------------------- | ----------------- | ------------------ |
| 1              | Mai ho'oni I Ka Wai Lana Malie    | Do Not Disturb the Water That is Tranquil   | Global    | Vendredi 25 septembre 2015              | 21h00 HE / HP | 1 894 000                           | 1                 | 12                 |
| 2              | Lehu a Lehu                       | Ashes to Ashes                              | Global    | Vendredi 2 octobre 2015                 | 21h00 HE / HP | 1 835 000                           | 2                 | 14                 |
| 3              | Ua ‘O’Oluku Ke Anu I Na Mauna     | The Chilling Storm is on the Mountains      | Global    | Vendredi 9 octobre 2015                 | 21h00 HE / HP | 1 677 000                           | 2                 | 16                 |
| 4              | Ka Papahana Holo Pono             | Best Laid Plans                             | Global    | Vendredi 16 octobre 2015                | 21h00 HE / HP | 1 645 000                           | 3                 | 17                 |
| 5              | Ka 'alapahi Nui                   | Big Lie                                     | Global    | Vendredi 23 octobre 2015                | 21h00 HE / HP | 1 666 000                           | 3                 | 17                 |
| 6              | Na Pilikua Nui                    | Monsters                                    | Global    | Vendredi 30 octobre 2015                | 21h00 HE / HP | 1 616 000                           | 3                 | 17                 |
| 7              | Na Kama Hele                      | Day Trippers                                | Global    | Vendredi 6 novembre 2015                | 21h00 HE / HP | 1 775 000                           | 2                 | 11                 |
| 8              | Piko Pau ‘Iole                    | The Artful Dodger                           | Global    | Vendredi 13 novembre 2015               | 21h00 HE / HP | 1 596 000                           | 3                 | 18                 |
| 9              | Hana Keaka                        | Charade                                     | Global    | Vendredi 20 novembre 2015               | 21h00 HE / HP | 1 675 000                           | 3                 | 15                 |
| 10             | Ka Makau Kaa Kaua                 | The Sweet Science                           | Global    | Vendredi 11 décembre 2015               | 21h00 HE / HP | 1 575 000                           | 4                 | 14                 |
| 11             | Kuleana                           | One’s Personal Sense of Responsibility      | Global    | Vendredi 8 janvier 2016                 | 21h00 HE / HP | 1 681 000                           | 3                 | 10                 |
| 12             | Ua Ola Loko I Ke Aloha            | Love Gives Life Within                      | Global    | Vendredi 15 janvier 2016                | 21h00 HE / HP | 1 759 000                           | 3                 | 7                  |
| 13             | Umia Ka Hanu                      | Hold The Breath                             | Global    | Vendredi 22 janvier 2016                | 21h00 HE / HP | 1 680 000                           | 3                 | 17                 |
| 14             | Hoa ‘Inea                         | Misery Loves Company                        | Global    | Vendredi 12 février 2016                | 21h00 HE / HP | 1 715 000                           | 3                 | 11                 |
| 15             | Ke Koa Lokomaika’I                | The Good Soldier                            | Global    | Vendredi 19 février 2016                | 21h00 HE / HP | 1 650 000                           | 3                 | 11                 |
| 16             | Ka Pohaku Kihi Pa’a               | The Solid Cornerstone                       | Global    | Vendredi 26 février 2016                | 21h00 HE / HP | 1 568 000                           | 3                 | 16                 |
| 17             | Waiwai                            | Assets                                      | Global    | Vendredi 11 mars 2016                   | 21h00 HE / HP | 1 430 000                           | 4                 | 13                 |
| 18             | Kanaka Hahai                      | The Hunter                                  | Global    | Vendredi 1er avril 2016                 | 21h00 HE / HP | 1 701 000                           | 2                 | 8                  |
| 19             | Malama Ka Po'E                    | Care for One's People                       | Global    | Vendredi 8 avril 2016                   | 21h00 HE / HP | 1 708 000                           | 2                 | 9                  |
| 20             | Ka Haunaele                       | Rampage                                     | Global    | Vendredi 15 avril 2016                  | 21h00 HE / HP | 1 709 000                           | 2                 | 7                  |
| 21             | Ka Pono Ku'Oko'A                  | The Cost of Freedom                         | Global    | Vendredi 22 avril 2016                  | 21h00 HE / HP | 1 731 000                           | 1                 | 7                  |
| 22             | I'ike Ke Ao                       | For the World to Know                       | Global    | Vendredi 29 avril 2016                  | 21h00 HE / HP | 1 653 000                           | 1                 | 7                  |
| 23             | Pilina Koko                       | Blood Ties                                  | Global    | Vendredi 6 mai 2016                     | 21h00 HE / HP | 1 571 000                           | 2                 | 9                  |
| 24             | Pa'a Ka 'Ipukaika 'Upena Nananana | The Entrance is Stopped with a Spider's Web | Global    | Vendredi 13 mai 2016                    | 21h00 HE / HP | 1 715 000                           | 1                 | 6                  |
| 25             | O Ke Ali'l Wale No Ka'U Makemake  | My Desire is Only for the Chief             | Global    | Vendredi 13 mai 2016                    | 22h00 HE / HP | 1 506 000                           | 3                 | 14                 |